# 雅基諾山
63°22′S 57°53′W / 63.367°S 57.883°W
雅基諾山（英語：Mount Jacquinot）是南極洲的山峰，位於葛拉漢地的特里尼蒂半島北部，處於雷格皮爾角以南5公里和休昂灣以東1.6公里，海拔高度475米，由法國探險隊發現。